# Dodecadodecaedro
En geometría, el dodecadodecaedro es un poliedro uniforme no convexo, indexado como U36. Es la rectificación del gran dodecaedro (y el de su dual, el pequeño dodecaedro estrellado). Fue descubierto independientemente por Hess (1878), Badoureau (1881) y Pitsch (1882).     
Las aristas de este modelo forman 10 hexágonos centrales, y al proyectarse sobre una esfera, representan 10 circunferencias máximas. Estas diez circunferencias, junto con las circunferencias máximas de las proyecciones de otros dos poliedros, forman los 31 grandes círculos del icosaedro esférico utilizados en la construcción de las cúpulas geodésicas. 

## Construcciones de Wythoff
Este poliedro tiene cuatro construcciones de Wythoff entre cuatro familias de triángulos de Schwarz: 2 | 5 5/2, 2 | 5 5/3, 2 | 5/2 5/4, 2 | 5/3 5/4, pero representan la misma figura. De manera similar, se le pueden dar cuatro símbolos de Schläfli extendidos: r{5/2,5}, r{5/3,5}, r{5/2,5/4} y r{5/3,5/4}, y según la notación de Coxeter-Dynkin, toma las expresiones , , , y 

## Desarrollos
Una figura con el mismo aspecto exterior que el dodecadodecaedro se puede construir plegando los siguientes desarrollos: 
Se necesitan 12 pentagramas y 20 grupos de rombos. Sin embargo, esta construcción reemplaza las caras pentagonales del dodecadodecaedro, las cuales cortan al resto de la figura, con conjuntos de rombos que no lo hacen, por lo que no produce la misma estructura interna. 

## Poliedros relacionados
Su envolvente convexa es el icosidodecaedro. También comparte su disposición de borde con el pequeño dodecahemicosaedro (que tiene las caras pentagramáticas en común), y con el gran dodecahemicosaedro (que tiene las caras pentagonales en común). 
| Dodecadodecaedro        | Pequeño dodecahemicosaedro           |
| Gran dodecahemicosaedro | Icosidodecaedro (envolvente convexa) |

Secuencia animada de truncamiento de {5/2, 5} a {5, 5/2}

Este poliedro puede considerarse un gran dodecaedro rectificado. Es el centro de una secuencia de truncamiento entre un pequeño dodecaedro estrellado y un gran dodecaedro, como se muestra en la imagen. 
El pequeño dodecaedro estrellado truncado parece un dodecaedro en la superficie, pero tiene en realidad 24 caras: 12 pentágonos creados a partir de los vértices truncados y 12 superpuestos como pentagramas truncados. El truncamiento del dodecadodecaedro en sí no es uniforme, e intentar hacerlo uniforme da como resultado un poliedro degenerado (que parece un pequeño rombidodecaedro con polígonos {10/2} que llenan el conjunto de agujeros dodecaédricos). Sin embargo, el poliedro tiene una cuasitruncación uniforme, el dodecadodecaedro truncado. 
| Nombre | Pequeño dodecaedro estrellado | Pequeño dodecaedro estrellado truncado | Dodecadodecahedron | Gran dodecaedro truncado | Gran dodecaedro |
| ------ | ----------------------------- | -------------------------------------- | ------------------ | ------------------------ | --------------- |
| Imagen |                               |                                        |                    |                          |                 |

Es topológicamente equivalente a un espacio cociente de la teselación pentagonal de orden 4 hiperbólica, distorsionando los pentagramas de vuelta en pentágonos regulares. Como tal, es topológicamente un poliedro regular de índice dos.
Los colores en la imagen de arriba corresponden a los pentagramas rojos y los pentágonos amarillos del dodecadodecaedro en la parte superior de este artículo. 

### Triacontaedro rómbico medial
El triacontaedro rómbico medial es un poliedro isohedral no convexo. Es el dual del dodecadodecaedro. Tiene 30 caras rómbicas que se cruzan. 
También se le puede llamar el pequeño triacontaedro estrellado. 

#### Estelación
El triacontaedro rómbico medial es una estelación del triacontaedro rómbico, que es el dual del icosidodecaedro, la envolvente convexa del dodecadodecaedro (dual al triacontaedro rómbico medial original). 

#### Teselación hiperbólica relacionada
Este poliedro es topológicamente equivalente a un espacio cociente de la teselación hiperbólica cuadrada de orden 5, como se ve distorsionando los rombos en cuadrados. Como tal, es topológicamente un poliedro regular de índice dos.
Cabe notar que la teselación cuadrada de orden 5 es dual a la teselación pentagonal de orden 4, y un espacio cociente de la teselación pentagonal de orden 4 es topológicamente equivalente al dual del triacontaedro rómbico medial, el dodecadodecaedro.